# 二ケイ化タングステン
二ケイ化タングステン (WSi2) は、無機化合物でタングステンの二ケイ化物。導電性セラミック材料である。

## 化学的特性
強酸、フッ素、酸化剤、ハロゲン間化合物などの物質と激しく反応しうる。

## 用途
マイクロエレクトロニクスにおいて接触材料として使用され、抵抗率は60–80 μΩ cmである。1000 °Cで形成される。しばしば導電率を高め信号速度を上げるためにポリシリコン線の分流器として使用される。ケイ化タングステン層は、化学気相蒸着（例えばモノシランまたはジクロロシランをソースガスの六フッ化タングステンと用いることで）により調製することができる。堆積膜は非化学量論的であり、より導電性の高い化学量論的な形になるには焼なましが必要である。ケイ化タングステンは、以前のタングステン膜の代替物である。シリコンと他の金属（例えば、タングステン）の間のバリア層としても使用される。
また、ケイ化タングステンはマイクロスケールの回路を製造するための薄膜として主に適用されるMEMSにおける使用にも価値がある。そのような目的のためには、ケイ化タングステンの膜は例えば三フッ化窒素気体を使用してプラズマエッチングすることができる。
耐酸化コーティングとしての用途に適している。特に、二ケイ化モリブデンMoSi2と同様に、二ケイ化タングステンは放射率が高いため、熱シールドと関係がある高温の放射冷却に魅力的な材料である。